# Нерища
Нерища или Дриста, или Масларската река (на гръцки: Βαμβακιά) е река в Егейска Македония, Гърция, част от водосборния басейн на Бешичкото езеро (Лимни Волви).

## Описание
Реката изтича като канал от възстановеното Мавровско езеро (Лимни Мавруда) и тече на югоизток през Мавровската котловина. След като достига края ѝ при село Аретуса (Маслар), приема левия си приток Неромана, завива на юг, като разделя Бешичката планина на запад от южното разклонение на Орсовата планина Псили Рахи на изток. В миналото се е вливала в река Рендина веднага след село Рендина, но днес реката е отклонена в канал, който се влива в Бешичкото езеро.